# La casa de los espíritus (película)
La casa de los espíritus (The House of the Spirits) es una película dramática de 1993 protagonizada por Jeremy Irons, Meryl Streep, Glenn Close, Winona Ryder y Antonio Banderas. El reparto incluye a Vanessa Redgrave, María Conchita Alonso, Armin Mueller-Stahl y Jan Niklas. Fue dirigida por Bille August y está basada en la novela La casa de los espíritus, de la escritora chilena Isabel Allende.
La película se filmó en Dinamarca, pero algunas escenas tienen lugar en Lisboa y Alentejo, Portugal.

## Argumento
Una joven llega a su casa con un anciano. Tras entrar juntos, lo sienta en una silla, donde él pide estar solo. La mujer se sienta bajo la escalera, cerca de donde juega una niña pequeña, se pone a reflexionar sobre su vida y pronto comienza a narrar una historia.
La mujer cuenta que su madre, Clara, se enamoró de Esteban Trueba desde que lo vio de pequeña. Esteban había pedido matrimonio a la hermana de Clara, la bella Rosa. Pero Rosa murió y Clara se casó con Esteban años después.
En la escena con los padres, Clara, que todavía es una niña joven, se sienta al lado de Esteban y mueve objetos con la mente. La familia trató de esconder los poderes psíquicos de Clara, pero todos sabían sobre ellos. 
Esteban y Clara se casan, y tienen una hija, Blanca, que está enamorada de Pedro, hijo del encargado de Las Tres Marías, la finca de Esteban Trueba. Pedro se crea la enemistad de Esteban, quien busca casar a su hija con un empresario francés, pero no lo logra. Pedro tiene ideas comunistas y reúne a los obreros de Las Tres Marías para protestar por el trato que reciben del patrón. Esteban intenta matarlo en un par de ocasiones, pero siempre falla sus disparos.
En otra escena Esteban llega a la casa de Clara y Blanca; él le habla a Clara, quien silenciosamente le responde. Él dice que no quiere vivir en Las Tres Marías nunca más, y pregunta si puede estar en su casa. Esteban también dice que aún no conoce a su nieta. Clara lo lleva a su dormitorio, donde una niña pequeña está durmiendo; se llama Alba.
Se celebran unas elecciones que gana la izquierda, pero el Partido Conservador no se conforma y promueve un golpe de Estado. Trueba consigue llevar a Pedro (que era de Izquierda) hasta la embajada de Canadá, para evitar que lo detengan, salvándolo y reconciliándose con Pedro. En contrapartida, Blanca queda detenida y la torturan. Pero una vieja conocida de Esteban, "Tránsito", le devuelve un favor a éste y consigue devolverle a la hija.
Blanca lleva a su padre a la vieja casa en Las Tres Marías. Esta es la misma escena del comienzo de la película. Esteban, abandonado dentro de la casa, ve al espíritu de Clara llegar y ayudarlo a morir.
Blanca se sienta fuera y reflexiona sobre su vida. Para ella, la vida es Pedro, Alba, y solo vivir se ha vuelto importante. Mientras Alba juega frente a la puerta cuando las hojas giran en el viento, termina la película.

## Reparto
- Meryl Streep como Clara del Valle Trueba
  - Grace Gummer como Clara niña
- Jeremy Irons como Esteban Trueba
- Winona Ryder como Blanca Trueba
  - Hannah Taylor-Gordon como Blanca niña
- Antonio Banderas como Pedro Tercero
  - Josh Maguire como Pedro niño
- Glenn Close como Férula Trueba
- Vanessa Redgrave como Nívea del Valle
- Armin Mueller-Stahl como Severo del Valle
- María Conchita Alonso como Tránsito
- Sarita Choudhury como Pancha García
- Jan Niklas como Conde Jean de Satigny
- Vincent Gallo como Esteban García
- Teri Polo como Rosa del Valle
- Joaquín Martínez como Segundo
- Miriam Colón como Nana

## Recepción

### Premios y nominaciones
Entre sus muchos premios internacionales:
- Obtuvo premios en el festival de cine de Baviera.
- Fue premiada en el festival de cine de Alemania y en el Golden Screen de Alemania.
- Premiada en el Festival Internacional del Nuevo Cine Latinoamericano de La Habana.
- En el festival Robert en Dinamarca.
- También obtuvo el premio de la academia alemana de fotografía en la German Photo Academy.
- Premiada en German Art House Cinemas.

## Diferencias entre la película y la novela
- Rosa, la hermana de Clara, aparece en la novela como un ser de aspecto físico extraordinario que tiene el cabello verde. No ocurre así en la película.
- Clara no se enamora de Esteban la primera vez que lo ve. En el libro, de hecho, decía nunca haberse enamorado de él.
- En la novela, se menciona que Clara es la décima quinta hija de sus padres, de los cuales once viven. En la película, la única hermana mencionada de Clara es Rosa.
- En la película se acorta toda una generación. La historia de Blanca es en realidad la de Alba, que en la película es solo una niña pequeña.
- En la película faltan otros personajes fundamentales: los hermanos gemelos de Blanca. En la novela, Clara y Esteban tienen tres hijos: Blanca y los gemelos Jaime y Nicolás, cuyas personalidades antitéticas llevan a la reflexión en varios momentos de la historia. Además, el personaje de Jaime es fundamental para mostrarnos de cerca la figura de Salvador Allende en la ficción.
- Otro personaje importante que no aparece en la película es el de Miguel (obviamente, debido al acortar una generación, ya que Miguel es el novio de Alba).
- En la novela, Blanca se casa con el francés Satigny. En la película, en cambio, ella rechazó casarse con él.
- En la novela Clara aparece como una psíquica o médium que constantemente está en contacto con los muertos, lee cartas del tarot y juegan mucho con su fe y creencias. En la película solo presiente algunas cosas que pasan a futuro.

## Errores de la película
Existen numerosos fallos, ya que al acortar la novela, suprimiendo una generación, no se explican algunas cosas, y los objetos —en ocasiones— no se corresponden con la época. Los carteles que se ven en la película están en inglés, cuando claramente se sabe que la historia se desarrolla en Chile.[cita requerida]
También aparece Santiago de Chile cubierto de nieve en Navidad (época en que es verano en el hemisferio sur).
Clara fallece en Navidad, y justo tras su entierro se produce el golpe de Estado, esto es un error historiográfico, ya que el golpe de Estado en Chile se produjo un 11 de septiembre.